# Angelika Mielke-Westerlage
Angelika Mielke-Westerlage (* 13. September 1954 in Lank-Latum) ist eine deutsche Politikerin (CDU). Sie war von Juni 2014 bis Oktober 2020 hauptamtliche Bürgermeisterin der niederrheinischen Stadt Meerbusch.

## Leben
Angelika Mielke wurde 1954 im Ort Lank-Latum geboren, der seit 1970 zur neu gegründeten Stadt Meerbusch gehört. Nach einer Ausbildung zur Diplom-Verwaltungswirtin (FH) arbeitete Mielke weiter in der Meerbuscher Stadtverwaltung. Ab 2007 war sie Erste Beigeordnete der Stadt. In dieser Funktion war sie zum Beispiel Kultur- und Jugenddezernentin, davor war sie Leiterin des Servicebereiches Zentrale Dienste.
Angelika Mielke-Westerlage ist verheiratet und hat zwei Kinder. Ihr Ehemann, Heinrich Westerlage, leitet die Rechtsabteilung der Stadt Meerbusch.

## Bürgermeisteramt
Nachdem der Meerbuscher Bürgermeister Dieter Spindler, der seit 1999 im Amt war, zur Bürgermeisterwahl 2014 nicht mehr antrat, wurde Angelika Mielke-Westerlage im Januar 2014 von der Meerbuscher CDU als Kandidatin aufgestellt. Ihre Kandidatur wurde von den Grünen und der Zentrumspartei unterstützt. Sie gewann die Wahl im ersten Wahlgang mit 58,22 Prozent der gültigen Stimmen bei einer Wahlbeteiligung von 55,94 Prozent. Am 26. Juni 2014 wurde sie als Bürgermeisterin vereidigt.
Im Hauptausschuss des Deutschen Städte- und Gemeindebundes war sie stellvertretendes Mitglied, als Stellvertreterin des Bürgermeisters von Rheinbach Stefan Raetz. Zur Kommunalwahl 2020 trat sie nicht erneut an. Ihr Nachfolger wurde Christian Bommers (CDU).